# Aglaophenia svobodai
Aglaophenia svobodai is een hydroïdpoliep uit de familie Aglaopheniidae. De poliep komt uit het geslacht Aglaophenia. Aglaophenia svobodai werd in 2001 voor het eerst wetenschappelijk beschreven door Ansin Agis, Ramil & Vervoort. 